# Douabié
Douabié, également appelé Guénon, est une commune rurale située dans le département de Tiébélé de la province du Nahouri dans la région du Centre-Sud au Burkina Faso.

## Géographie
Guénon est localisé à 8 km à l'est du chef-lieu Tiébélé, sur la route régionale 15 reliant Pô à la frontière ghanéenne située à 8 km au sud.
Guénon est composé de dix-huit villages dont le principal est Douabié, considéré comme la capitale, parce qu'il abrite la cour royale, le marché et le lycée du village.

## Histoire
La cour du chef du village de Gônô ou Guenon se trouve à Douabié. C'est la famille Akongba qui règne sur le village et l'actuel chef est le Pê Soura depuis mai 2008. Il est le treizième chef du village. Entre 2012 et 2015, le village a connu une crise liée à la chefferie qui a provoqué des dizaines de morts entre les deux familles qui se disputaient la couronne.

## Économie
L'économie de Douabié repose en partie sur l'important marché local qui permet les échanges de biens et de denrées dans tout le département.

## Santé et éducation
Douabié accueille un centre de santé et de promotion sociale (CSPS) tandis que le centre médical avec antenne chirurgicale (CMA) le plus proche se trouve à 45 km dans la ville de Pô.
Le village possède une école primaire construite pendant la période coloniale et un CEG inauguré en 2007 